# Arie Schans
Arie Schans (Veenendaal, 12 dicembre 1952) è un allenatore di calcio olandese.

## Carriera
Dopo gli inizi in patria guidò dapprima la Nazionale bhutanese e quindi quella namibiana alla Coppa d'Africa 2008.